# Melchior Neumayr
Melchior Neumayr (Monaco di Baviera, 24 ottobre 1845 – Vienna, 29 gennaio 1890) è stato un geologo e paleontologo austriaco.

## Biografia
Laureatosi all'Università di Heidelberg, dal 1873 è stato nominato professore di paleontologia presso l'Università di Vienna, incarico che ha ricoperto sino al giorno della sua morte.
Autore di numerose ricerche a carattere stratigrafico tanto in Europa, fra cui quelle sul Massiccio del Giura, quanto in Asia minore, Neumayr ha pubblicato anche importanti saggi di malaco-paleontologia, in special modo sui molluschi dei periodi mesozoico e cenozoico.
Nel 1883 ha presentato a Zurigo, durante il congresso della Commissione internazionale per l'unificazione della nomenclatura geologica, un progetto per la pubblicazione di un nomenclatore paleontologico. 
La sua Storia della Terra (in lingua originale Geschichte der Erde), uscita tra il 1886 e il 1887, che, racchiudeva lo spirito delle scienze della Terra continentali, ha avuto una grande influenza sulla geologia europea. In precedenza, nel 1882, Carlo Fabrizio Parona aveva tradotto in italiano il suo saggio Sopra il carattere di antichita della fauna di mare profondo.
Ha avuto una lunga corrispondenza con Charles Darwin. Fra gli studiosi italiani che si sono perfezionati con lui, a Vienna, si ricordano i geologi e paleontologi Francesco Bassani e Giovanni Di Stefano.